# Юнацький чемпіонат Європи з футболу (U-17)
Чемпіонат Європи з футболу серед юнаків до 17 років — щорічний футбольним турнір серед гравців віком до 17 років, організованим УЄФА. З 1982 року він називався чемпіонат Європи серед 16-річних, з 2002 року, коли вікову планку змінили отримав сучасну назву.
Кожного другого року турнір також є відбірковим змаганням до чемпіонату світу з футболу серед 17-річних.

## Турніри

### Чемпіонат Європи з футболу серед 16-річних
| Рік  | Країна- організатор | Фінал                | Фінал            | Фінал      | Матч за 3-є місце | Матч за 3-є місце | Матч за 3-є місце |
| Рік  | Країна- організатор | Чемпіон              | Рахунок          | 2-е місце  | 3-є місце         | Рахунок           | 4-е місце         |
| ---- | ------------------- | -------------------- | ---------------- | ---------- | ----------------- | ----------------- | ----------------- |
| 1982 | Італія              | Італія               | 1 – 0            | ФРН        | Югославія         | 0 – 0 пен. 4 – 2  | Фінляндія         |
| 1984 | ФРН                 | ФРН                  | 2 – 0            | СРСР       | Англія            | 1 – 0             | Югославія         |
| 1985 | Угорщина            | СРСР                 | 4 – 0            | Греція     | Іспанія           | 1 – 0             | НДР               |
| 1986 | Греція              | Іспанія              | 2 – 1            | Італія     | СРСР              | 1 – 1 пен. 9 – 8  | НДР               |
| 1987 | Франція             | Італія без переможця | (1 – 0) 0 – 3    | СРСР       | Франція           | 3 – 0             | Туреччина         |
| 1988 | Іспанія             | Іспанія              | 0 – 0 пен. 4 – 2 | Португалія | НДР               | 0 – 0 пен. 5 – 4  | ФРН               |
| 1989 | Данія               | Португалія           | 4 – 1            | НДР        | Франція           | 3 – 2             | Іспанія           |
| 1990 | НДР                 | Чехословаччина       | 3 – 2 дч         | Югославія  | Польща            | 3 – 2             | Португалія        |
| 1991 | Швейцарія           | Іспанія              | 2 – 0            | Німеччина  | Греція            | 1 – 1 пен. 5 – 4  | Франція           |
| 1992 | Кіпр                | Німеччина            | 2 – 1            | Іспанія    | Італія            | 1 – 0             | Португалія        |
| 1993 | Туреччина           | Польща               | 1 – 0            | Італія     | Чехословаччина    | 2 – 1             | Франція           |
| 1994 | Ірландія            | Туреччина            | 1 – 0            | Данія      | Україна           | 2 – 0             | Австрія           |
| 1995 | Бельгія             | Португалія           | 2 – 0            | Іспанія    | Німеччина         | 2 – 1 дч          | Франція           |
| 1996 | Австрія             | Португалія           | 1 – 0            | Франція    | Ізраїль           | 3 – 2             | Греція            |
| 1997 | Німеччина           | Іспанія              | 0 – 0 пен. 5 – 4 | Австрія    | Німеччина         | 3 – 1             | Швейцарія         |
| 1998 | Шотландія           | Ірландія             | 2 – 1            | Італія     | Іспанія           | 2 – 1             | Португалія        |
| 1999 | Чехія               | Іспанія              | 4 – 1            | Польща     | Німеччина         | 2 – 1             | Чехія             |
| 2000 | Ізраїль             | Португалія           | 2 – 1 зол.г.     | Чехія      | Нідерланди        | 5 – 0             | Греція            |
| 2001 | Англія              | Іспанія              | 1 – 0            | Франція    | Хорватія          | 4 – 1             | Англія            |

### Чемпіонат Європи з футболу серед 17-річних
| Рік  | Країна- організатор | Фінал      | Фінал            | Фінал      | Матч за 3-є місце        | Матч за 3-є місце        | Матч за 3-є місце        |
| Рік  | Країна- організатор | Чемпіон    | Рахунок          | 2-е місце  | 3-є місце                | Рахунок                  | 4-е місце                |
| ---- | ------------------- | ---------- | ---------------- | ---------- | ------------------------ | ------------------------ | ------------------------ |
| 2002 | Данія               | Швейцарія  | 0 – 0 пен. 4 – 2 | Франція    | Англія                   | 4 – 1                    | Іспанія                  |
| 2003 | Португалія          | Португалія | 2 – 1            | Іспанія    | Австрія                  | 1 – 0                    | Англія                   |
| 2004 | Франція             | Франція    | 2 – 1            | Іспанія    | Португалія               | 4 – 4 пен. 3 – 2         | Англія                   |
| 2005 | Італія              | Туреччина  | 2 – 0            | Нідерланди | Італія                   | 2 – 1 дч                 | Хорватія                 |
| 2006 | Люксембург          | Росія      | 2 – 2 пен. 5 – 3 | Чехія      | Іспанія                  | 1 – 1 пен. 3 – 2         | Німеччина                |
| Рік  | Країна- організатор | Фінал      | Фінал            | Фінал      | Півфіналісти-невдахи (1) | Півфіналісти-невдахи (1) | Півфіналісти-невдахи (1) |
| Рік  | Країна- організатор | Чемпіон    | Рахунок          | 2-е місце  | Півфіналісти-невдахи (1) | Півфіналісти-невдахи (1) | Півфіналісти-невдахи (1) |
| 2007 | Бельгія             | Іспанія    | 1 – 0            | Англія     | Бельгія Франція          | Бельгія Франція          | Бельгія Франція          |
| 2008 | Туреччина           | Іспанія    | 4 – 0            | Франція    | Нідерланди Туреччина     | Нідерланди Туреччина     | Нідерланди Туреччина     |
| 2009 | Німеччина           | Німеччина  | 2 – 1 дч         | Нідерланди | Італія Швейцарія         | Італія Швейцарія         | Італія Швейцарія         |
| 2010 | Ліхтенштейн         | Англія     | 2 – 1            | Іспанія    | Туреччина Франція        | Туреччина Франція        | Туреччина Франція        |
| 2011 | Сербія              | Нідерланди | 5 – 2            | Німеччина  | Англія Данія             | Англія Данія             | Англія Данія             |
| 2012 | Словенія            | Нідерланди | 1 – 1 пен. 5 – 4 | Німеччина  | Грузія Польща            | Грузія Польща            | Грузія Польща            |
| 2013 | Словаччина          | Росія      | 0 – 0 пен. 5 – 4 | Італія     | Словаччина Швеція        | Словаччина Швеція        | Словаччина Швеція        |
| 2014 | Мальта              | Англія     | 1 – 1 пен. 4 – 1 | Нідерланди | Португалія Шотландія     | Португалія Шотландія     | Португалія Шотландія     |
| 2015 | Болгарія            | Франція    | 4 – 1            | Німеччина  | Бельгія Росія            | Бельгія Росія            | Бельгія Росія            |
| 2016 | Азербайджан         | Португалія | 1 – 1 пен. 5 – 4 | Іспанія    | Нідерланди Німеччина     | Нідерланди Німеччина     | Нідерланди Німеччина     |
| 2017 | Хорватія            | Іспанія    | 2 – 2 пен. 4 – 1 | Англія     | Німеччина Туреччина      | Німеччина Туреччина      | Німеччина Туреччина      |
| 2018 | Англія              | Нідерланди | 2 – 2 пен. 4 – 1 | Італія     | Англія Бельгія           | Англія Бельгія           | Англія Бельгія           |
| 2019 | Ірландія            | Нідерланди | 4 – 2            | Італія     | Іспанія Франція          | Іспанія Франція          | Іспанія Франція          |
| 2022 | Ізраїль             | Франція    | 2 – 1            | Нідерланди | Португалія Сербія        | Португалія Сербія        | Португалія Сербія        |
| 2023 | Угорщина            | Німеччина  | 0 – 0 пен. 5 – 4 | Франція    | Іспанія Польща           | Іспанія Польща           | Іспанія Польща           |
| 2024 | Кіпр                | Італія     | 3 – 0            | Португалія | Данія Сербія             | Данія Сербія             | Данія Сербія             |
| 2025 | Албанія             | Португалія | 3 – 0            | Франція    | Бельгія Італія           | Бельгія Італія           | Бельгія Італія           |
| 2026 | Естонія             |            |                  |            |                          |                          |                          |
| 2027 | Латвія              |            |                  |            |                          |                          |                          |

- Скорочення:
  - дод.ч. — після додаткового часу
  - зол.г. — після золотого голу
  - пен. — після серії післяматчевих пенальті

## Переможці і призери
| Країна       | Чемпіон                                                  | 2-е місце                              | 3-є місце(1)               | 4-е місце(1)               | Півфінал(1)                |
| ------------ | -------------------------------------------------------- | -------------------------------------- | -------------------------- | -------------------------- | -------------------------- |
| Іспанія      | 9 (1986, 1988, 1991, 1997, 1999, 2001, 2007, 2008, 2017) | 6 (1990, 1995, 2003, 2004, 2010, 2016) | 3 (1985, 1998, 2006)       | 3 (1989, 2002, 2018)       | 2 (2019, 2023)             |
| Португалія   | 7 (1989, 1995, 1996, 2000, 2003, 2016, 2025)             | 1 (1988, 2024)                         | 1 (2004)                   | 3 (1990, 1992, 1998)       | 2 (2014, 2022)             |
| Нідерланди   | 4 (2011, 2012, 2018, 2019)                               | 4 (2005, 2009, 2014, 2022)             | 1 (2000)                   |                            | 2 (2008, 2016)             |
| Німеччина(2) | 4 (1984, 1992, 2009, 2023)                               | 6 (1982, 1989, 1991, 2011, 2012, 2015) | 4 (1988, 1995, 1997, 1999) | 4 (1985, 1986, 1988, 2006) | 2 (2016, 2017)             |
| Франція      | 3 (2004, 2015, 2022)                                     | 6 (1996, 2001, 2002, 2008, 2023, 2025) | 2 (1987, 1989)             | 4 (1991, 1993, 1995, 2018) | 3 (2007, 2010, 2019)       |
| Росія(3)     | 3 (1985, 2006, 2013)                                     | 2 (1984, 1987)                         | 1 (1986)                   |                            | 1 (2015)                   |
| Італія       | 2 (1982, 2024)                                           | 6 (1986, 1993, 1998, 2013, 2018, 2019) | 2 (1992, 2005)             |                            | 2 (2009, 2025)             |
| Англія       | 2 (2010, 2014)                                           | 2 (2007, 2017)                         | 2 (1984, 2002)             | 3 (2001, 2003, 2004)       | 1 (2011)                   |
| Туреччина    | 2 (1994, 2005)                                           |                                        |                            | 1 (1987)                   | 3 (2008, 2010, 2017)       |
| Чехія(4)     | 1 (1990)                                                 | 2 (2000, 2006)                         | 1 (1993)                   | 1 (1999)                   |                            |
| Польща       | 1 (1993)                                                 | 1 (1999)                               | 1 (1990)                   |                            | 2 (2012, 2023)             |
| Швейцарія    | 1 (2002)                                                 |                                        |                            | 1 (1997)                   | 1 (2009)                   |
| Ірландія     | 1 (1998)                                                 |                                        |                            |                            |                            |
| Греція       |                                                          | 1 (1985)                               | 1 (1991)                   | 2 (1996, 2000)             |                            |
| Австрія      |                                                          | 1 (1997)                               | 1 (2003)                   | 1 (1994)                   |                            |
| Югославія    |                                                          | 1 (1990)                               | 1 (1982)                   | 1 (1984)                   |                            |
| Данія        |                                                          | 1 (1994)                               |                            |                            | 2 (2011, 2024)             |
| Хорватія     |                                                          |                                        | 1 (2001)                   | 1 (2005)                   |                            |
| Ізраїль      |                                                          |                                        | 1 (1996)                   |                            |                            |
| Україна      |                                                          |                                        | 1 (1994)                   |                            |                            |
| Фінляндія    |                                                          |                                        |                            | 1 (1982)                   |                            |
| Бельгія      |                                                          |                                        |                            |                            | 4 (2007, 2015, 2018, 2025) |
| Сербія       |                                                          |                                        |                            |                            | 2 (2022, 2024)             |
| Грузія       |                                                          |                                        |                            |                            | 1 (2012)                   |
| Шотландія    |                                                          |                                        |                            |                            | 1 (2014)                   |
| Словаччина   |                                                          |                                        |                            |                            | 1 (2013)                   |
| Швеція       |                                                          |                                        |                            |                            | 1 (2013)                   |